# Matthiola torulosa
Matthiola torulosa är en korsblommig växtart som först beskrevs av Carl Peter Thunberg, och fick sitt nu gällande namn av Dc. Matthiola torulosa ingår i släktet lövkojor, och familjen korsblommiga växter. Inga underarter finns listade i Catalogue of Life.